# Vansjön
För andra betydelser, se Vansjön (olika betydelser).
Vansjön (på turkiska: Van Gölü; armeniska: Վանա լիճ; kurdiska: Behra Wanê) är en omkring 3 755 kvadratkilometer stor, avloppslös saltsjö i sydöstra Turkiet på omkring 1 719 meters höjd över havet, omgiven av berg på upp till 3 000 meter ovan havet. Det är landets största sjö och den är känd för det intensivt blå vattnet. Dess största djup är 451 meter. Den får vatten av många mindre vattendrag från de omgivande bergen. Sjöns vatten är starkt basiskt och rikt på natriumkarbonat och andra salter. Den fryser aldrig på vintern trots att lufttemperaturen då kan sjunka ända ned till –30 °C. Vansjön bildades under pleistocen då ett lavaflöde dämde upp dess utlopp. På dess östra strand ligger staden Van och på den västra ligger Tatvan. Den östra sidan tillhör provinsen Van, medan den västra tillhör provinsen Bitlis. I sjön finns ön Akdamar där det ligger en armenisk kyrka som byggdes år 921. Genom Vansjön går det färjetrafik med tågfärja mellan Tatvan och Van.